# Idioma uzbeko
El uzbeko o uzbeco (oʻzbek tili u oʻzbekcha en alfabeto latino, ўзбек тили o ўзбекча en alfabeto cirílico) es una lengua túrquica hablada por los uzbekos en Uzbekistán y en otras partes de Asia Central. Su pariente más cercano en vocabulario y gramática es el uigur. El persa y el ruso han influido de manera importante en el uzbeko.
El uzbeko es el idioma oficial de Uzbekistán y tiene alrededor de 50 millones de hablantes en el mundo. Se escribió usando el alfabeto cirílico antes de 1992, pero ahora se usa el alfabeto latino en Uzbekistán; los hablantes de uzbeko en China lo escriben usando el alfabeto árabe. La gramática y el léxico uzbeko provienen en su mayoría de lenguas túrquicas. El uzbeko pertenece al túrquico suroriental (karluk).

## Historia
Probablemente los primeros hablantes turcos se asentaron en las cuencas fluviales de Amu-Darya, Syr-Darya y Zeravshan desde al menos 600 y 700 años antes de Cristo, y poco a poco lo fueron asimilando los hablantes de lenguas orientales iraníes que anteriormente habitaban Soghdiana, Bactria y Chorasmia. La primera dinastía turca de la región fueron los Qarajánidas que la habitaron durante los siglos IX y XII de nuestra era, que eran en su conjunto una confederación de Karluks,  Chigil, Yaghma y otras tribus.
El uzbeko puede ser considerado el descendiente directo del Chagatai, el idioma del gran desarrollo literario del túrquico Centro Asiático en el ámbito de Chagatai Khan, Timur (Tamerlán), y los Timurids (incluyendo los primeros gobernantes mogoles de la India). El idioma fue defendido por Mir Ali-Shir Nava'i entre los siglos XV y XVI. Nava'i fue el mayor representante de literatura en lengua Chagatai. Contribuyó significativamente en el desarrollo del lenguaje Chagatay y su descendiente directo el uzbeko, así pues es considerado en general como el fundador de la literatura uzbeka.
En base al variante del Qarluq de las lenguas túrquicas, el Chagatay contiene grandes números de préstamos lingüísticos del árabe y persa. En el siglo XIX, era raramente utilizado para realizarlo en composición literaria, pero terminó desapareciendo en el siglo XX.
El término «uzbeko» en su aplicación al lenguaje, ha significado cosas diferentes en momentos diferentes. Antes de 1921 el «uzbeko» y el «sart» eran considerados como dialectos diferentes; el «uzbeko» fue un dialecto Kipchak de armonía vocálica hablado por los descendientes de aquellos que llegaron a Transoxiana con Shaybani Khan en el siglo XVI, que vivió en torno a Bujará y Samarcanda, aunque el túrquico hablado en Taskent también era de armonía vocálica; el «sart» era un dialecto Quarluq hablado por las poblaciones túrcicas más antiguamente asentadas en la región del valle de Fergana y la región Kashka-Darya, y en algunas partes de lo que hoy es la provincia de Samarkanda, que albergaba una mezcla de persas y árabes que no utilizaban la armonía vocálica. En Khiva Sarts hablan una forma de túrquico oghuz, después de 1921 el régimen soviético abolió el término «sart» como despectivo, y decretó que en adelante toda la población túrquica asentada en Turquestán sería conocida como «uzbekos», a pesar de que muchos no tenían herencia tribal uzbeka. El lenguaje escrito habitual fue elegido para la nueva república en 1924, pese a las protestas de los bolcheviques uzbekos, tales como Fayzullo Xojayev, que no fue un «uzbeko» prerrevolucionario, pero en cambio sí lo fue el lenguaje «sart» de la región de Samarcanda.  Los tres dialectos continúan existiendo dentro del uzbeko hablado hoy en día.

## Número de hablantes
Las estimaciones sobre el número de hablantes de uzbeko pueden variar ampliamente. La enciclopedia sueca Nationalencyklopedin estima que el número de hablantes nativos está en 44 millones, y el CIA World Factbook estima que son unos 35 millones (30 millones en Uzbekistán, 3.4 millones en Afganistán, 1,000,000 en Tayikistán, 900,000 en Kirguistán, 600,000 en Kazajistán, 500,000 en Turkmenistán, y 300,000 en Rusia).

## Préstamos léxicos
La influencia del islam, y por extensión del idioma árabe, es notoria en la lengua uzbeca, así como la influencia residual del ruso, desde el momento en que Uzbekistán estuvo bajo mandato zarista y soviético. El vocabulario uzbeko también ha estado fuertemente influido por los modernos dialectos persas de Tayikistán y Afganistán.

## Dialectos
El idioma uzbeko tiene muchos dialectos que van variando mucho entre regiones. No obstante, hay un dialecto que es comúnmente conocido y que es utilizado en los medios de comunicación y en la mayor parte del material impreso. Entre los más conocidos dialectos se encuentran el: Tashkent, Afgano, Ferghana, Khorezm, Chimkent-Turkestan y el Surkhandarya.

## Sistemas de escritura

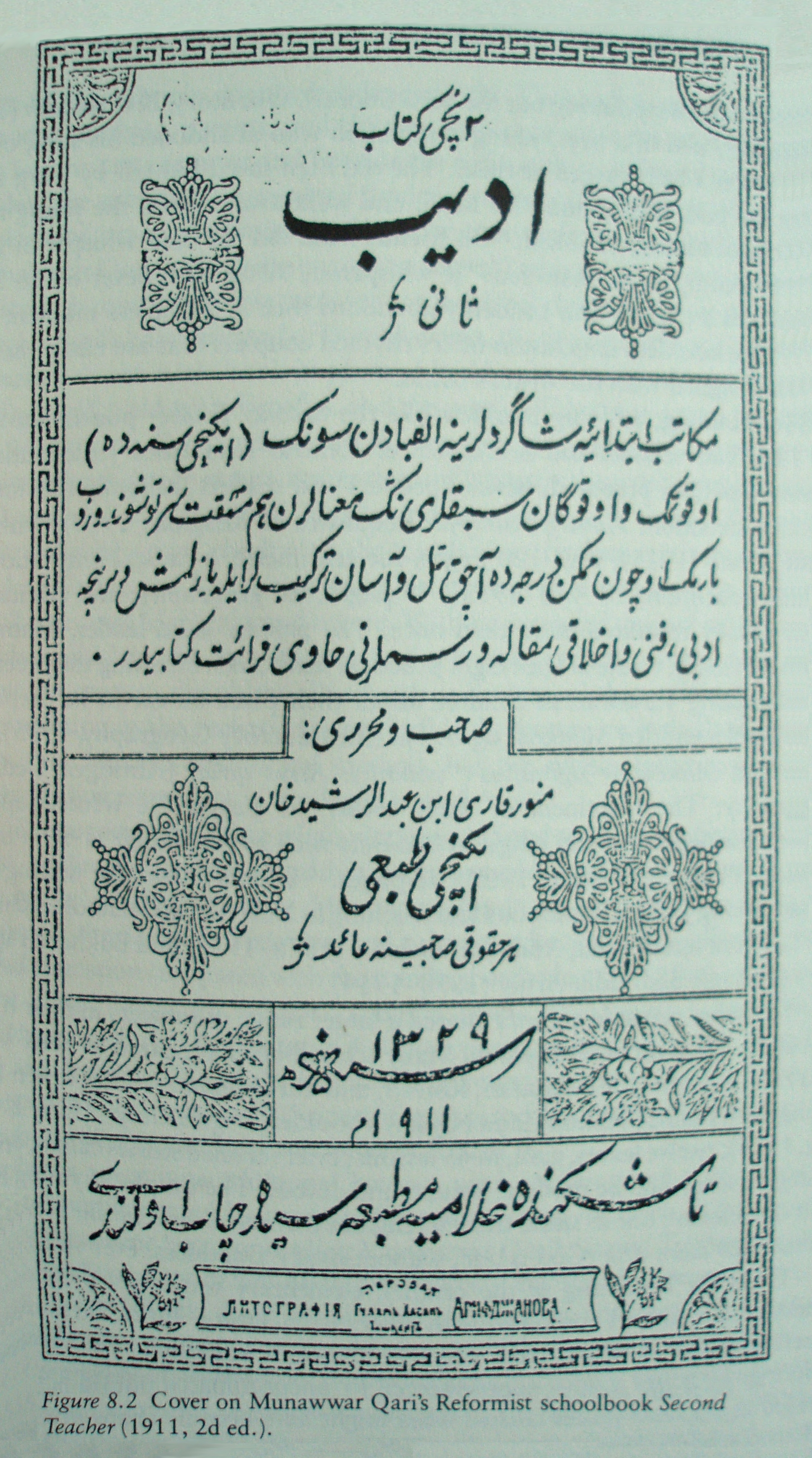
Página en idioma uzbeko escrita en alfabeto árabe, impresa en Taskent en 1911.

Anteriormente a 1928, el uzbeko, al igual que la mayoría de los idiomas de Asia Central, se escribía de variadas formas por la población que poseía conocimientos en lectura y escritura, idioma por el cual provenía de la escritura árabe (Yana Imla). Entre 1928 y 1940, como parte de unos programas integrales para la educación y la influencia política del pueblo uzbeko, y que por primera vez tenían su propia región administrativa delimitada cartográficamente, la escritura uzbeka se sustituyó por el alfabeto latino. La latinización del uzbeko se llevó a cabo en el contexto de la latinización de todas las lenguas túrquicas.
En 1940, el uzbeco se cambió al alfabeto cirílico bajo el mando de Iósif Stalin. Desde 1992, el uzbeko seguía usando en todas partes como método de escritura el alfabeto cirílico, pero desde entonces en Uzbekistán el alfabeto latino se ha vuelto a introducir oficialmente.
En esta tabla se representan los alfabetos uzbekos en cirílico y latino con los sonidos que representan.
| Latino | Ciríllico | Nombre                                                     | AFI       | Pronunciación aproximada en inglés |
| ------ | --------- | ---------------------------------------------------------- | --------- | --- |
| A a    | А а       | a                                                          | /a, æ/    | chai, but (chai, pero) |
| B b    | Б б       | be                                                         | /b/       | bat (murciélago) |
| D d    | Д д       | de                                                         | /d̪/       | doll (muñeca) |
| E e    | Э э / Е е | e                                                          | /e/       | bed (trineo) |
| F f    | Ф ф       | ef                                                         | /ɸ/       | fish (pescado) |
| G g    | Г г       | ge                                                         | /ɡ/       | go (ir) |
| H h    | Ҳ ҳ       | ha                                                         | /h/       | hot (caliente) |
| I i    | И и       | i                                                          | /i, ɨ/    | me (yo) |
| J j    | Ж ж       | je                                                         | /dʒ/      | joke |
| K k    | К к       | ka                                                         | /k/       | cold (frío) |
| L l    | Л л       | el                                                         | /l/       | list (lista) |
| M m    | М м       | em                                                         | /m/       | man (hombre) |
| N n    | Н н       | en                                                         | /n/       | next (próximo) |
| O o    | О о       | o                                                          | /ɒ, o/    | moth, go (Received Pronunciation) (polilla, ir) |
| P p    | П п       | pe                                                         | /p/       | pin (apretar) |
| Q q    | Қ қ       | qa                                                         | /q/       | como la "k" pero más atrás en la boca |
| R r    | Р р       | er                                                         | /r/       | rat (rata) |
| S s    | С с       | es                                                         | /s/       | sick (enfermo) |
| T t    | Т т       | te                                                         | /t̪/       | tower (torre) |
| U u    | У у       | u                                                          | /u; ə/    | put (también representa en algunos dialectos una vocal parecida a la vocal schwa)                                                                                     |
| V v    | В в       | ve                                                         | /v, w/    | van, wonderful (camión, maravilloso) |
| X x    | Х х       | xa                                                         | /χ/       | como la "ch" alemana en "Bach" o la "ch" escocesa en "loch" |
| Y y    | Й й       | ye                                                         | /j/       | yes (sí) |
| Z z    | З з       | ze                                                         | /z/       | zebra (cebra) |
| Oʻ oʻ  | Ў ў       | oʻ                                                         | /ɘ, ɤ, ø/ | fur (pelo) |
| Gʻ gʻ  | Ғ ғ       | gʻa                                                        | /ɣ/       | como la "g" española en "vegetales" o la "j" en "jamon" |
| Sh sh  | Ш ш       | sha                                                        | /ʃ/       | shoe (zapato) |
| Ch ch  | Ч ч       | che                                                        | /tʃ/      | chew (masticar) |
| Ng ng  | Нг нг     | nge                                                        | /ŋ/       | king (rey) |
| ʼ      | ъ         | tutuq belgisi (ʼ; "apostrof") ayirish/ajratish belgisi (ъ) | /ʔ/       | se usa para marcar la pausa fonética glotal cuando está directamente antes de la vocal (1) o para marcar una vocal larga cuando está directamente después de la vocal |
| Ye ye  | Е е       | ye                                                         | /je/      | yellow (amarillo) |
| Yo yo  | Ё ё       | yo                                                         | /jo/      | yourself (tú mismo) |
| Yu yu  | Ю ю       | yu                                                         | /ju/      | you (tú) |
| Ya ya  | Я я       | ya                                                         | /ja/      | yawn (bostezo) |
| Ts ts  | Ц ц       | tse                                                        | /ts/      | pizza (pizza) |

## Fonología
El uzbeko tiene una fonología bastante compleja.

### Vocales
El uzbeko estándar tiene seis fonemas vocálicos. A diferencia de muchas lenguas túrquicas, en el uzbeko ya no existe la armonía vocálica.
|               | vocales delanteras | vocales centrales | vocales traseras |
| ------------- | ------------------ | ----------------- | ---------------- |
| vocal cerrada | i                  |                   | u                |
| vocal media   | e                  |                   | o                |
| vocal abierta | æ ~ ɑ              | æ ~ ɑ             | ɔ                |

- /i/ y /u/ pueden tener alófonos cortos [ɪ] y [ʊ], y alófonos centrales [ɨ̞] y [ʉ]. /ɔ/ puede tener un alófono posterior abierto [ɒ].
- /i/ y /æ/ pueden convertirse en [ɨ] y [a] cuando la sílaba o la vocal es adyacente a los fonemas /q/, /ʁ/ y /χ/ (yaxshi "bueno" [jaχˈʃɨ]).

### Consonantes
|                   |             | consonante labial | consonante dental | consonante alveolar | consonante palatal | consonante velar | consonante uvular | consonante glotal |
| ----------------- | ----------- | ----------------- | ----------------- | ------------------- | ------------------ | ---------------- | ----------------- | ----------------- |
| Nasal             | Nasal       | m                 |                   | n                   |                    | ŋ                |                   |                   |
| Plosiva/ Africada | sorda       | p                 | t̪                 | (t͡s)                | t͡ʃ                 | k                | q                 | (ʔ)               |
| Plosiva/ Africada | sonora      | b                 | d̪                 |                     | d͡ʒ                 | ɡ                |                   |                   |
| Fricativa         | sorda       | ɸ                 |                   | s                   | ʃ                  |                  | χ                 | h                 |
| Fricativa         | sonora      | w~v               |                   | z                   | (ʒ)                |                  | ʁ                 |                   |
| Aproximante       | Aproximante | w~v               |                   | l                   | j                  |                  |                   |                   |
| Rótica            | Rótica      |                   | ɾ                 | ɾ                   |                    |                  |                   |                   |

## Gramática
Como lengua túrquica, el uzbeko es sujeto nulo, aglutinativo y no tiene artículos ni clases de sustantivos (ni de género ni de otro tipo). El orden de las palabras es sujeto-objeto-verbo (SOV).
En uzbeko, hay dos categorías principales de palabras: nominales (equivalentes a sustantivos, pronombres, adjetivos y algunos adverbios) y verbales (equivalentes a verbos y algunos adverbios).

### Sustantivos
Los plurales se forman con el sufijo -lar. Los sustantivos llevan el sufijo -ni como artículo definido, los sustantivos sin sufijo se entienden como indefinidos. La terminación del caso dativo -ga cambia a -ka cuando el sustantivo termina en -k, o -qa cuando el sustantivo termina en -q o -g' (observe *tog'qa → toqqa). Los sufijos posesivos cambian las consonantes finales -k y -q por -g y -g' sonoras, respectivamente (yurak → yuragim). A diferencia de las lenguas vecinas turcomana y kazaja, no hay irregularidad en la formación de casos después de los posesivos (uyida "en su casa", a diferencia del turcomano öýünde).

### Verbos
Los verbos en uzbeko también se declinan según el número y la persona del sujeto, y tienen más perífrasis. El uzbeko utiliza algunos de los tiempos verbales flexivos (simples).

## Investigadores del idioma uzbeko
El interés científico por la historia de la lengua uzbeka surgió en el siglo XIX entre los orientalistas europeos y rusos. Ármin Vámbéry, V. Bartold, Sh. Lapin y otros escribieron sobre la historia de la lengua uzbeka. Mucha atención se prestó al estudio de la historia de la lengua en el período soviético. E. Polivanov, N. Baskakov, A.Kononov, U. Tursunov, A. Mukhtarov, Sh. Rakhmatullaev y otros escribieron sobre la historia de la lengua uzbeka.